# 國安亘
國安亘，本名相同，藝名：國安（1960年10月5日—），日本男性創作歌手、作曲家。出身於千葉縣香取郡多古町。A型血。

## 來歷
早年從哥哥同樣也是創作歌手、音樂製作人國安修二加入歌手團體「RAIN」開始從事音樂活動，之後在1984年正式出道。善長流行音樂、輕快向曲調的歌曲創作，並從事作曲提供給許多當代偶像歌手。1987年至1989年因參加東京電視台電視動畫《妙手小廚師》OP、ED主題歌曲的作曲和主唱，成為他的為人熟悉代表作。
1990年代以後主要從事作曲提供和進行現場演唱，其中他更翻唱了林志美《教堂派對》之原曲《Gypsy Queen》。2000年代前半在位於東京都世田谷區的Community電台當過DJ，2007年以後休止音樂活動。
目前在哥哥於上野御徒町站附近經營的參加型展演箱兼酒吧「居酒屋 旅…」上班，同時不定期進行樂器演奏等各種演出活動。

## 歌曲

### 單曲
- 『煙草雨』（1984年4月21日發行）
- 『追』（1984年9月21日發行）
- 『季節』（1985年5月21日發行）
- 『眠世代』（1985年10月21日發行）
- 『夏瞳』（1986年7月21日發行）
- 『Call me ～孤扉～』（1986年11月21日發行）
- 『情熱』、C/W『心Photograph』（1987年10月5日發行）

東京電視台電視動畫《妙手小廚師》OP、ED主題歌曲
- （1988年6月21日發行）

### 專輯
- 『煙草雨』（1984年4月21日發行）
- 『蒼冬』（1984年11月21日發行）
- 『眠世代』（1985年10月21日發行）
- 『愛僕罪』（1986年11月21日發行）
- （1988年6月21日發行）
- 『安』（1988年10月21日發行）

## 作曲提供
- 秋本理央（日语：秋本理央）
- 阿部寬『雨中PAIN』
- 生稻晃子『忘』
- 池田聰（日语：池田聡）『悲瞳』
- 岩井小百合（日语：岩井小百合）『涙天使』
- 內海和子（日语：内海和子）『君名前呼』
- 太田貴子（日语：太田貴子）『未君中』
- 柏原芳惠『夢以上·以上』『都』
- 河上幸惠（日语：河上幸恵）『卒業 ～After Graduation～』
- 木內美步（日语：木内美穂）『別誰かを愛するふりしてた』
- 國實百合（日语：国実百合）『哀疑惑』
- 倉澤淳美（日语：倉沢淳美）『卒業』『春風約束』
- 桑田靖子（日语：桑田靖子）『優』『九月』
- 小出廣美（日语：小出広美）『心』
- 酒井法子『雨粒優』
- 中村由真（日语：中村由真）『愛』
- 中森明菜『吉普賽女皇（日语：ジプシー・クイーン (中森明菜の曲)）』
- 西村知美『物語』『景色』
- Nyangilas（日语：ニャンギラス）『夕凪』
- 原真祐美（日语：原真祐美）
- ひろえ 純（日语：ひろえ純）『答』
- 堀智榮美
- 松田聖子『冬 ～潮風』
- 松本明子（日语：松本明子）『夏色』
- 水谷麻里（日语：水谷麻里）『天』
- 南野陽子『白夜』
- 三好鐵生（日语：三好鉄生）『男心子守』『十五年目少年』『少年瞳』『少年』
- 八木小織（日语：八木さおり）
- 山下真司『10年目約束』
- 山本由香利（日语：山本ゆかり）

## 腳註

## 外部連結
- （日語）－國安亘的官方個人網站。